# Різдвяне повстання
Різдвяне повстання (серб. Божићни устанак, Božićni ustanak або серб. Божићна побуна, Božićna pobuna) — невдале повстання в Чорногорії в січні 1919 року, організоване прихильниками чорногорської монархії. Військовим лідером виступив Крсто Попович, а політичним лідером — Йован Пламенац. 
Каталізатором до дії стало котраверсійне рішення Великої народної скупщини сербського народу в Чорногорії, відомої як Подгорицька скупщина. Парламент вирішив напряму об'єднати Королівство Чорногорію з Королівством Сербією, що згодом мало стати Королівством Югославією. Внаслідок непрозорого відбору кандидатів до парламенту, більшість отримали уніоністи ("білі"), а прихильники збереження монархії і об'єднання у конфедеративну Югославію ("зелені") опинилися у меншості. 
Найбільший розмах повстання стався у монаршій столиці Цетиньому, на православне Різдво 7 січня 1919 року. Уніоністи за підтримки сербського війська завдали поразки зеленим. Як наслідок, детронізований князь Нікола Петрович був змушений закликати до миру. Низку учасників повстання було засудджено та ув'язнено. Інші або втекли до Королівства Італії, або відійшли в гори, де продовжили підпільний опір під знаменами чорногорського війська у екзилі, що тривало до 1929 року. Найвідомішим лідером повстанців був Саво Распопович.